# Norman Bellingham
Norman Bellingham (23 décembre 1964) est un kayakiste américain pratiquant la course en ligne.
Il remporte le titre olympique aux Jeux de Séoul, en 1988, en K-2 1 000m.